# Роберт Вільям Фоґель
Роберт Вільям Фоґель (англ. Robert Fogel; нар. 1 липня 1926, Нью-Йорк — пом. 11 червня 2013) — американський економіст.
Лауреат Нобелівської премії 1993 р. (разом з Дугласом Нортом) «за відродження досліджень в галузі економічної історії, завдяки додання до них економічної теорії і кількісних методів, що дозволяють пояснювати економічні і інституційні зміни». На його думку, невеликі нововведення в промисловості більшою мірою сприяють її еволюції, ніж крупні технологічні відкриття. Провів фундаментальне дослідження на тему: що було б з транспортною системою США, якби залізниці не були б винайдені. Один з основоположників кліометрії.

## Біографія
Фоґель народився в Нью-Йорку, син українських євреїв з Одеси (1922). Його брат, старший за нього на шість років, був його головним інтелектуальним впливом у юності, коли він слухав його та його колег, які інтенсивно обговорювали соціальні та економічні питання Великої депресії. Він закінчив школу Стуївесанта в 1944 році. Після закінчення університету він захопився  літературою та історією і прагнув здобути кар'єру в цій науці, але через екстремальний песимізм що до економіки другої половини 40-х років він змінив свій інтерес на економіку. Фоґель здобув освіту в Корнельському університеті, де він спеціалізувався в історії з неповою економікою та став президентом кампусної філії американської молоді за демократію, комуністичної організації. Після закінчення університету в 1948 році він став професійним організатором Комуністичної партії. Після восьми років роботи  професійним організатором, він відкинув комунізм як ненауковий і відвідував Колумбійський університет, де навчався під керівництвом Джорджа Стиглера та здобув магістра з економіки в 1960 році. У 1963 році він здобув ступінь доктора філософії з Університету Джона Хопкінса.
Він почав свою дослідницьку кар'єру доцентом в Університеті Рочестера в 1960 році. У 1964 році переїхав до Чиказького університету як доцент. З 1968 по 1975 рік також був запрошеним професором Рочестера в осінні семестри. Протягом цього часу Роберт створив деякі з найважливіших робіт, зокрема «Час на хресті» (у співпраці з Стенлі Ерменман). Він також наставляв велику групу студентів та дослідників з економічної історії, включаючи його колегу Дірде МакКлоскі в Чикаго. У 1975 році він виїхав до Гарвардського університету, а з 1978 року працював науковим співробітником при Національному бюро економічних досліджень в Кембриджі, штат Массачусетс. У 1981 році він повернувся в Чиказький університет, де керував новоствореним Центром економіки народонаселення на Школі бізнесу Буті.
Фоґель досліджував і писав на численні теми у своїй кар'єрі, включаючи не тільки економічну історію, а й демографію, фізіологію, соціологію сім'ї, харчування, економічний розвиток Китаю, філософію науки та інші подібні галузі. Він об'єднав уявлення з таких різноманітних полів у його спробах пояснити важливі історичні явища, такі як різке зниження смертності з 18 по 20 століття. Його колишній колега Дейдре МакКлоскі зараховує Фогеля до «возз'єднання економіки та історії». Він давав настанови багатьом учням, які хотіли стати відомими економічними істориками, так що багато американських економічних істориків простежують його академічну лінію.
Фегел одружився з Енід Кассандрою Морган, афроамериканською жінкою, у 1949 році і мав двох дітей. Пара зіткнулася зі значними труднощами в той час, через закони проти мислення та поширені настрої проти міжрасових шлюбів.
Він помер 11 червня 2013 року в Оук Лауні, штат Іллінойс, у віці 86 років.

## Молоді роки
Син єврейських емігрантів з Одеси. Народився в 1926 р. в Нью-Йорку, через чотири роки як сім'я емігрувала з Одеси. Вчився в Корнельському і Колумбійському університетах.
У 1948 р. здобув ступінь бакалавра гуманітарних наук і вступив на навчання до Колумбійського університету.

## Наукова діяльність
В цей період найбільший вплив на формування світогляду Фогеля справили Дж. Дж. Стіглер та К. Гудріч.
У 1960 р. він здобуває науковий ступінь магістра гуманітарних наук. Здобуває авторитет як талановитий спеціаліст в галузі економічної історії.
Того ж року опублікована його книга: «Союз тихоокеанських залізниць: прецедент поспішної ініціативи» англ. The Union Pacific Railroad: A Case in Premature Enterprise. Працю написано на базі магістерської роботи, що для американської науки — випадок майже унікальний, а проте працю визнано в академічному середовищі.
Після завершення навчання в Колумбійському університеті він вступає до Університету імені Дж. Гопкінса і розпочинає роботу над докторською дисертацією. Його науковим керівником став Саймон Кузнець.
У 1963 р. Фоґель здобуває науковий ступінь доктора філософії. Працював асистентом у Рочестерському університеті.
1977 року Фоґель очолив Національне бюро економічних досліджень США. Досліджував причини тривалого спаду інвестиційних показників і вплив на них довгострокових зрушень у демографічній структурі населення.
У 1981 р. Чиказький університет запрошує Фогеля створити при університеті Центр економіки населення. Новостворений центр досліджував взаємодію економічних, демографічних і біологічних процесів життєвих циклів.
1982 року Фоґель публікує книгу «Наукова історія і традиційна історія» (англ. Scientific History and Traditional History), яка доводила існування прямого взаємозв'язку між політичною стабільністю і динамікою економічних процесів.
У 1993 р. Фоґель отримує Нобелівську премію з економіки.
Він продовжує вивчати історію домашнього господарства в США і намагається визначити вплив історичних традицій на його розвиток.

## Концепція Фогеля
Традиційно вважалось, що залізниці були незамінним фактором економічного піднесення США у період 1840–1890 рр. Як найефективніший транспортний засіб того часу вони сприяли розвитку економіки. Фоґель у свої працях довів, що дане твердження є хибним.
Він використовує «контрафактичні» рівняння за допомогою яких використовуючи статистичні дані моделює варіанти розвитку економіки. В результаті з"ясовується, що роль залізниць не можна вважати вирішальною. Водні шляхи, зокрема річки та канали могли замінити залізниці. ВВП при цьому зменшувався не більше ніж на 3 відсотки.
Шокуючими стали висновки Фогеля стосовно ролі та ефективності рабства в Південних Штатах США. Результати досліджень опубліковані в книзі «Нове тлумачення американської економічної історії», 1971 та «Час на хресті: економіка американського рабства», 1974 (англ. Time on the Cross: The Economics of American Negro Slavery). Традиційно вважалось, що рабство в США було економічно неефективним, через використання примусової праці, яке підривало підприємницький дух.
Дослідження Фогеля і С.Енгермана показали, що це не так. Інтенсивна організація господарств, економія на масштабі, а також сприятлива кон'юнктура на бавовну на світовому ринку робила плантаційні господарства прибутковими. Ефективність сільського господарства на «відсталому» американському Півдні була набагато вищою ніж на «розвинутій» і «вільній» Півночі.
Крім того, доходи на душу населення в південних штатах не просто сягали рівня найрозвинутіших країн, але й характеризувались надзвичайно високими темпами зростання.
Згідно з дослідженнями Фогеля ефективність рабовласницької системи виявилась набагато вищою, ніж традиційно прийнято вважати. Фоґель переконує, що крах цієї системи викликаний політичними та соціальними факторами, але аж ніяк не економічними.
Фогеля критикували за його погляди, звинувачуючи в «цинізмі». Проте він чітко визначив свою громадянську позицію заявивши, що вважає рабство ганебним.

## Основні твори
- The Union Pacific Railroad: A Case in Premature Enterprise, 1960.
- Railroads and American Economic Growth: Essays in Econometric History, 1964.
- Time on the Cross: The Economics of American Negro Slavery, 2 volumes, 1974.
- Scientific History and Traditional History, 1982.
- Without Consent or Contract: The Rise and Fall of American Slavery, 2 volumes, 1989.
- Economic Growth, Population Theory and Physiology: The Bearings of Long-Term Processes on the Making of Economic Policy, 1994.
- The Slavery Debates, 1952—1990: A Retrospective . Baton Rouge: Louisiana State University Press, 2003. 106 pp. ISBN 0-8071-2881-3.
- The Fourth Great Awakening and the Future of Egalitarianism Chicago: University of Chicago Press, 2002
- The Escape from Hunger and Premature Death, 1700—2100: Europe, America, and the Third World. New York: Cambridge University Press, 2004. 189pp. ISBN 0-521-80878-2.